# میکائیل آروتچیان
میکائیل آوتی آروتچیان (ارمنی: Միքայել Ավետի Արուտչյան؛ ۶ ژوئیهٔ ۱۸۹۷ – ۹ ژوئن ۱۹۶۱) نقاش و طراح اهل ارمنستان و نقاش مردمی ارمنستان شوروی در سال ۱۹۵۸ بود. وی یکی از بنیانگذاران Armenian theatral-decorative art بود.

## زندگی‌نامه
آروتچیان در ۶ ژوئیهٔ ۱۸۹۷ در شوشی به دنیا آمد و از ساراتوف (۱۹۲۰–۲۳) و آکادمی کولاروسی پاریس (۱۹۲۴–۲۵) فارغ‌التحصیل شد. وی بیش از صد از نمایش تئاتری از جمله "طغیان" (۱۹۲۸), "در دایره" (۱۹۳۰), "عروسی فیگارو" (۱۹۳۳), "اتللو" (۱۹۴۰) را در فرهنگستان دولتی تئاتر سوندوکیان و "Pikovaya dama" (1956) را در تالار ملی اپرای ارمنستان و باله آلکساندر اسپنداریان طراحی نمود. وی بین سال‌های ۱۹۲۸ تا ۱۹۳۸ نقاش ارشد و بین سال‌های ۱۹۳۹ تا ۱۹۴۹ طراح ارشد بود. وی همچنین برندهٔ جوایزی همچون نشان پرچم سرخ کار و هنرمند مردمی ارمنستان شوروی () شده است. وی همچنین به عنوان نگاره‌گر کتاب و طراح کاغذ دیورای فعالیت نمود. وی در ۹ ژوئن ۱۹۶۱ در سن ۶۳ سالگی در مسکو درگذشت.